# Jeep Renegade
O Renegade é um SUV crossover compacto, produzido pela Jeep, bandeira da Stellantis, lançado em 2014. É fabricado em Melfi (na Itália) e também em Rüsselsheim ( na Alemanha), e em Goiana, PE, Brasil, tendo sua produção começado em março de 2015.

## Características
Sua plataforma, frame, tração, suspensão proveio do projeto do Fiat 500X e o Renegade foi apresentado ao público, pela primeira vez, no Salão de Genebra, no início de 2014. É o primeiro Jeep produzido na Itália e traz diversas referências estéticas aos antigos Jeep militares. Oferece uma gama diversificada de motores, com propulsores Diesel, Flex e Gasolina, todos com quatro cilindros em linha. Há opção de transmissão manual, automatizada e automática, esta última com 6 marchas nas versões 4x2 e nove marchas nas versões 4x4.

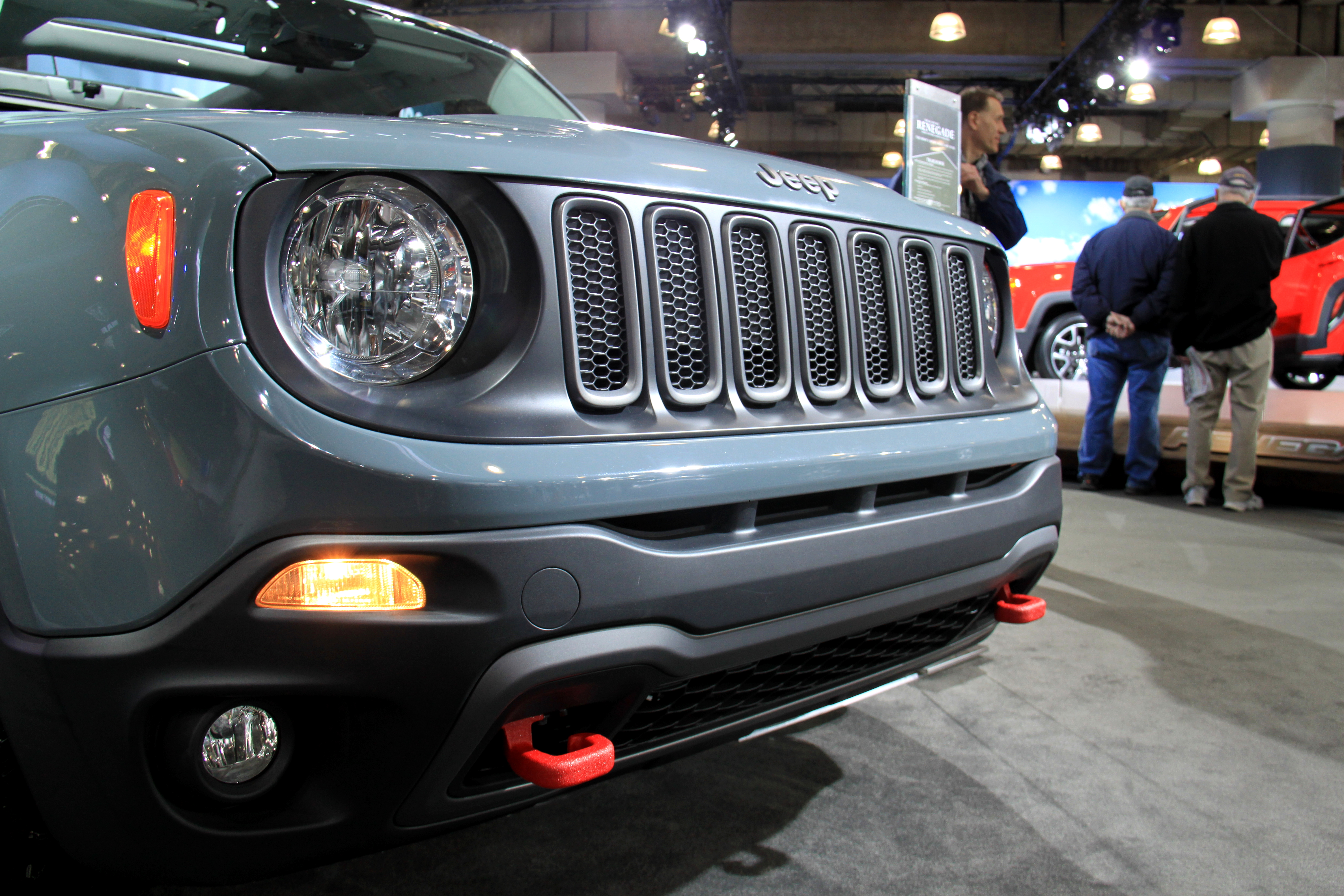
Detalhe da frente, com luzes de direção, faróis, faróis auxiliares e sinalizadores laterais.

## Especificações
| Motor/Performance        | Motor/Performance   | Motor/Performance   | Motor/Performance          | Motor/Performance          | Motor/Performance |
| ------------------------ | ------------------- | ------------------- | -------------------------- | -------------------------- | ----------------- |
| Motorização:             | 1.8                 | 1.8                 | 1.3 Turbo                  | 1.3 Turbo                  | 2.0 TDI           |
| Alimentação              | Injeção multi ponto | Injeção multi ponto | Injeção direta             | Injeção direta             | Injeção direta    |
| Combustível              | Álcool              | Gasolina            | Álcool                     | Gasolina                   | Diesel            |
| Potência (cv)            | 132.0               | 130.0               | 185 (até 2024) 176 (2025+) | 180 (até 2024) 176 (2025+) | 170.0             |
| Cilindrada (cm3)         | 1.747               | N/D                 | 1.332                      | 1.332                      | 1.956             |
| Torque (Kgf.m)           | 19,1                | 18,6                | 27,5                       | 27,5                       | 35,7              |
| Velocidade Máxima (Km/h) | 181                 | 179                 | 210                        | 210                        | 190               |
| Tempo 0-100 (Km/h)       | 11.5                | N/D                 | 8,7                        | 8,7                        | 9.9               |
| Consumo cidade (Km/L)    | 5.6                 | 7.9                 | 7,7                        | 11,0                       | 10.2              |
| Consumo estrada (Km/L)   | 8.9                 | 11.9                | 9,1                        | 12,8                       | 12.9              |

| Dimensões        | Dimensões |
| ---------------- | --------- |
| Altura (mm)      | 1705      |
| Largura (mm)     | 1798      |
| Comprimento (mm) | 4232      |
| Entre-eixos (mm) | 2570      |
| Peso (kg)        | 1440      |
| Tanque (L)       | 60.0      |
| Porta-malas (L)  | 260       |
| Ocupantes        | 5         |

| Mecânica            | Mecânica                                                                                                  |
| ------------------- | --- |
| Câmbio              | Manual, automático com modo manual de 6 marchas ou de 9 marchas                                           |
| Tração              | Dianteira ou Integral sob demanda                                                                         |
| Direção             | Elétrica                                                                                                  |
| Suspensão dianteira | Suspensão tipo McPherson e dianteira com barra estabilizadora, roda tipo independente e molas helicoidal. |
| Suspensão traseira  | Suspensão tipo McPherson e traseira com barra estabilizadora, roda tipo independente e molas helicoidal.  |
| Freios              | Quatro freios a disco com dois discos ventilados.                                                         |

## Preços
Jeep Renegade Sport — R$ 118.290 (opcional Pacote Tech: R$ 8.700)
Jeep Renegade Altitude — R$ 142.990 (redução de R$ 10.000)
Jeep Renegade Longitude — R$ 156.990 (redução de R$ 15.000) — (opcional Pack Night Eagle R$ 1.000)
Jeep Renegade Sahara — R$ 169.990 (redução de R$ 10.000)
Jeep Renegade Willys 4×4 — R$ 182.990 (redução de R$ 3.000)

Jeep Renegade Série Especial Comemorativa 10 anos 4×4 — R$ 185.990